# Serchhip
Serchhip là một thị trấn thống kê (census town) của quận Serchhip thuộc bang Mizoram, Ấn Độ.

## Địa lý
Serchhip có vị trí 23°18′B 92°50′Đ / 23,3°B 92,83°Đ Nó có độ cao trung bình là 888 mét (2913 feet).

## Nhân khẩu
Theo điều tra dân số năm 2001 của Ấn Độ, Serchhip có dân số 18.185 người. Phái nam chiếm 53% tổng số dân và phái nữ chiếm 47%. Serchhip có tỷ lệ 80% biết đọc biết viết, cao hơn tỷ lệ trung bình toàn quốc là 59,5%: tỷ lệ cho phái nam là 82%, và tỷ lệ cho phái nữ là 79%. Tại Serchhip, 16% dân số nhỏ hơn 6 tuổi.